# Pamětní medaile 100. výročí narození Georgiho Dimitrova
Pamětní medaile 100. výročí narození Georgiho Dimitrova (bulharsky: Медал 100 Години От Рождението На Георги Димитров) bylo vyznamenání Bulharské lidové republiky založené roku 1982. Udíleno bylo příslušníkům komunistické strany i lidem bez stranické příslušnosti za budování socialismu.

## Historie a pravidla udílení
Medaile byla založena výnosem Národního shromáždění č. 1280 ze dne 25. května 1982. Byla udílena jako pamětní medaile vybraným členům komunistické strany i bezpartijním osobnostem za budování socialismu v Bulharsku.

## Insignie
Medaile měla kulatý tvar. Na přední straně byl portrét Georgiho Dimitrova. Na zadní straně byly uvedeny dva letopočty 1882 • 1982, kolem kterých byl nápis v cyrilici Георги Димитров (Georgi Dimitrov). Ve spodní části medaile pod letopočty byla větvička, kterou na obou koncích od nápisu oddělovala malá pěticípá hvězda.
Stuha řádu byla červená při pravém okraji se třemi pruhy v barvách státní vlajky, tedy s pruhy v bílé, zelené a červené barvě. Stuha pokrývala kovovou destičku ve tvaru pětiúhelníku. Medaile se nosila nalevo na hrudi.